# Марчелло Дель Дука
Марчелло Дель Дука (італ. Marcello Del Duca, 31 серпня 1950) — італійський ватерполіст.
Срібний призер Олімпійських Ігор 1976 року.
Бронзовий призер Чемпіонату світу з водних видів спорту 1975 року.
Бронзовий призер Чемпіонату Європи з водного поло 1977 року.
Срібний призер літньої Універсіади 1970 року.
Переможець Середземноморських ігор 1975 року.